# Ancede e Ribadouro
Ancede e Ribadouro (oficialmente: União das Freguesias de Ancede e Ribadouro) é uma freguesia portuguesa do município de Baião, com 15,54 km² de área e 2334 habitantes (censo de 2021). A sua densidade populacional é 150,2 hab./km².

## História
Foi constituída em 2013, no âmbito de uma reforma administrativa nacional, pela agregação das antigas freguesias de Ancede e Ribadouro e tem sede em Ancede.

## Demografia
A população registada nos censos foi:
| Distribuição da População por Grupos Etários | Distribuição da População por Grupos Etários | Distribuição da População por Grupos Etários | Distribuição da População por Grupos Etários | Distribuição da População por Grupos Etários | Distribuição da População por Grupos Etários |
| -------------------------------------------- | -------------------------------------------- | -------------------------------------------- | -------------------------------------------- | -------------------------------------------- | -------------------------------------------- |
| Antes da agregação                           |                                              |                                              |                                              |                                              |                                              |
| Ano                                          | 0-14 anos                                    | 15-24 anos                                   | 25-64 anos                                   | >= 65 anos                                   | Total                                        |
| 2001                                         | 564                                          | 440                                          | 1493                                         | 531                                          | 3028                                         |
| 2011                                         | 419                                          | 344                                          | 1572                                         | 501                                          | 2836                                         |
| Após a agregação                             |                                              |                                              |                                              |                                              |                                              |
| Ano                                          | 0-14 anos                                    | 15-24 anos                                   | 25-64 anos                                   | >= 65 anos                                   | Total                                        |
| 2021                                         | 248                                          | 264                                          | 1304                                         | 518                                          | 2334                                         |